# Nathalie Weadick
Nathalie Weadick (Dublín, 1970) es una curadora de arte, arquitectura y prácticas espaciales, directora de la Irish Architecture Foundation.

## Biografía
Weadick es graduada en Historia, Historia del arte y Filosofía en el University College Dublin (1993) con un máster en Arte y Administración en la misma universidad (1995). Entre 2004 y 2007 fue directora adjunta de The Architecture Foundation (Londres), donde llevó a cabo proyectos como Airspace o Debate London que tuvieron lugar en el Turbine Hall de la Tate Modern. Antes dirigió durante cinco años la Butler Gallery de Kilkenny, ampliando las actividades del centro con vídeo instalaciones y performances. A  largo de su carrera ha comisariado exposiciones de diferentes autores como Tony Cragg, Paul McCarthy, Ernesto Neto, Katie Holten o Alice Maher, entre otros.
Nathalie Weadick organiza ciclos de debates y escribe para varias publicaciones sobre artes visuales y arquitectura como Visual Artist Newssheet y Circa Magazin y ha firmado diferentes exposiciones, entre las que destacan The Everyday Experience (Museo Irlandés de Arte Moderno, 2013) o el pabellón de Irlanda en la Bienal de Arquitectura de Venecia durante las ediciones de 2008 y 2010. Es miembro del Curating Architecture Forum en Goldsmiths, de la Architectural Humanities Research Association y forma parte del comité de expertos del Premio Europeo del Espacio Público Urbano.